# Hotel Nacional de Cuba
Hotel Nacional de Cuba – hotel w Hawanie, jeden z największych i najbardziej prestiżowych w stolicy Kuby, a zarazem jedna z najbardziej charakterystycznych budowli w mieście. Hotel położony jest w dzielnicy Vedado, na skalistym wzniesieniu, które góruje nad nadmorskim bulwarem Malecón.
Gmach w stylu eklektycznym łączy w sobie elementy stylów neomauretańskiego, art déco, neoklasycznego oraz neokolonialnego. Otoczony jest przez rozległy ogród. Mieści się w nim 426 pokojów oraz 46 apartamentów. Właścicielem obiektu jest sieć hotelarska Gran Caribe, należąca do rządu kubańskiego.

## Historia

### Budowa
Hotel zbudowano w latach 1929–1930 z inicjatywy rządu kubańskiego pod przewodnictwem prezydenta Gerardo Machado. Konkurs na opracowanie i realizację projektu „hotelu narodowego” został ogłoszony dekretem prezydenckim w 1928 roku. Jego zwycięzcą zostało amerykańskie konsorcjum, w skład którego wchodziło m.in. biuro architektoniczne McKim, Mead & White odpowiedzialne za projekt budynku, National City Company, które finansowało projekt, oraz Plaza Operating Company, przyszły zarządca hotelu. Zgodnie z postanowieniami kontraktowymi amerykański zarządca otrzymał prawo 30-letniej dzierżawy obiektu z możliwością jej przedłużenia o kolejnych 30 lat, po czym hotel miał powrócić w ręce państwa.
Hotel Nacional miał dorównywać najekskluzywniejszym hotelom na świecie i stać się przedmiotem dumy narodowej. Jego budowa była jednym z głównych przedsięwzięć budowlanych podjętych w okresie prezydentury Machado, obok Kapitolu Narodowego (1929), i miała istotne znaczenie propagandowe. Wśród wymagań określonych przez rząd kubański było uwzględnienie w projekcie hotelu luksusowego apartamentu do nieodpłatnej dyspozycji rządu, na potrzeby zakwaterowania odwiedzających Kubę głów państw i innych osobistości. Do zdobienia budynku obficie wykorzystano symbole narodowe, w tym herby i flagi Kuby, a także Hawany.
Hotel został zbudowany na skalistym wzniesieniu, na którym znajdowała się uprzednio jedna z kilku baterii artyleryjskich strzegących miasta. Przed wybudowaniem bulwaru Malecón, kilka lat przed budową hotelu, wzniesienie to wychodziło na otwarte morze.

### Eksploatacja

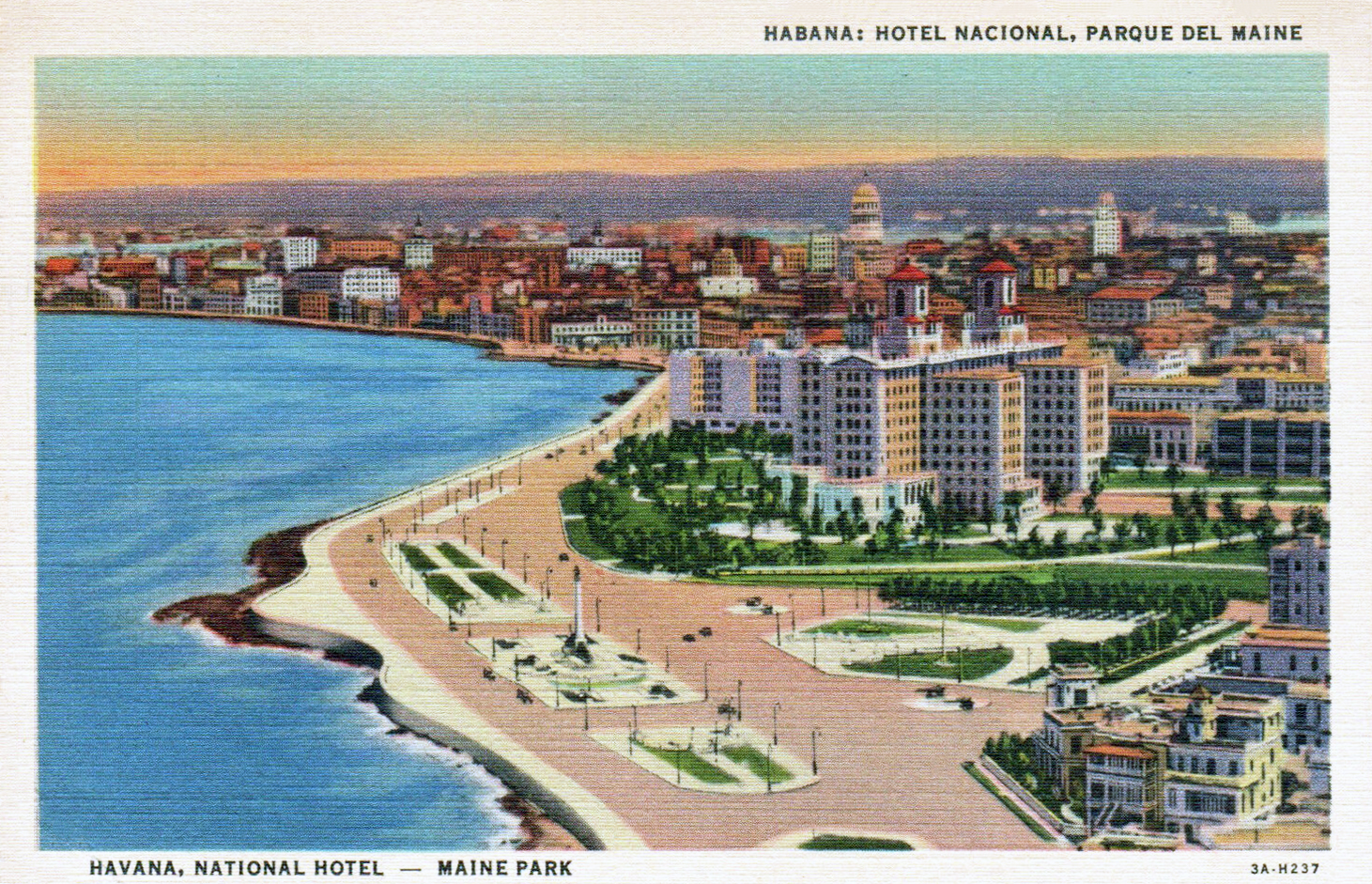
Pocztówka z 1933 roku przedstawiająca Hotel Nacional, bulwar Malecón oraz pomnik ofiar USS „Maine”; widok w kierunku starego miasta

Działalność hotelu nastawiona była na turystów zagranicznych, szczególnie tych pochodzących ze Stanów Zjednoczonych. Hotel odwiedziły liczne osobistości, w tym m.in. Buster Keaton, Ernest Hemingway, Errol Flynn, Fred Astaire, Mickey Mantle, Rita Hayworth, Walt Disney oraz Winston Churchill.
Podczas rewolty sierżantów w 1933 roku w hotelu schroniła się grupa kilkuset oficerów lojalnych wobec niedawno obranego prezydenta Carlosa Manuela de Céspedesa. Po niemal miesięcznym oblężeniu przez powstańców hotel został ostrzelany z broni maszynowej i artylerii, w wyniku czego zginęło około 30 osób, a sam hotel odniósł znaczne uszkodzenia. Był to najkrwawszy epizod rewolty, która doprowadziła do objęcia władzy w kraju przez ludzi z kręgu Fulgencio Batisty. Miesiąc po tym wydarzeniu zarząd hotelu, wykorzystując duże zainteresowanie publiki, oferował odpłatne wycieczki podczas których odwiedzający mogli oglądać wyrządzone szkody.
Hotel cieszył się dużą popularnością wśród członków amerykańskiej mafii, która zorganizowała tu w 1946 roku konferencję hawańską. Uczestniczyło w niej około 500 gangsterów, w tym Lucky Luciano i Meyer Lansky.
W 1960 roku, wkrótce po zakończeniu rewolucji kubańskiej i objęciu władzy przez Fidela Castro, w hotelu przebywali odwiedzający wyspę na zaproszenie rewolucjonistów Jean-Paul Sartre i Simone de Beauvoir. W tym samym roku hotel został znacjonalizowany. Wkrótce zaczął służyć za miejsce zakwaterowania ludności chłopskiej, która przybywała do Hawany w celu podjęcia nauki pisania i czytania, czy szycia. W późniejszych latach pokoje udostępniane były m.in. radzieckim inżynierom przebywających na Kubie w ramach delegacji, czy też kubańskim nowożeńcom.
Podczas kryzysu kubańskiego w 1962 roku, ze względu na strategiczne położenie hotelu, na jego terenach ulokowano armaty przeciwlotnicze, wykopano sieć okopów i tuneli.
W latach 1990–1992 hotel przeszedł gruntowną modernizację, co podyktowane było wieloletnim zaniedbaniem obiektu. Kryzys gospodarczy wywołany upadkiem Związku Radzieckiego, istotnego partnera handlowego Kuby, wymusił na rządzie działania na rzecz przyciągnięcia turystów zagranicznych, stanowiących ważne źródło dewiz. Obiekt pozostaje własnością władz kubańskich, w związku z czym rząd Stanów Zjednoczonych zakazuje swoim obywatelom wynajmu w nim pokojów, w myśl obowiązującego od lat 60. XX wieku embarga.
W 1998 roku hotel został uznany za zabytek rangi państwowej.

## Galeria

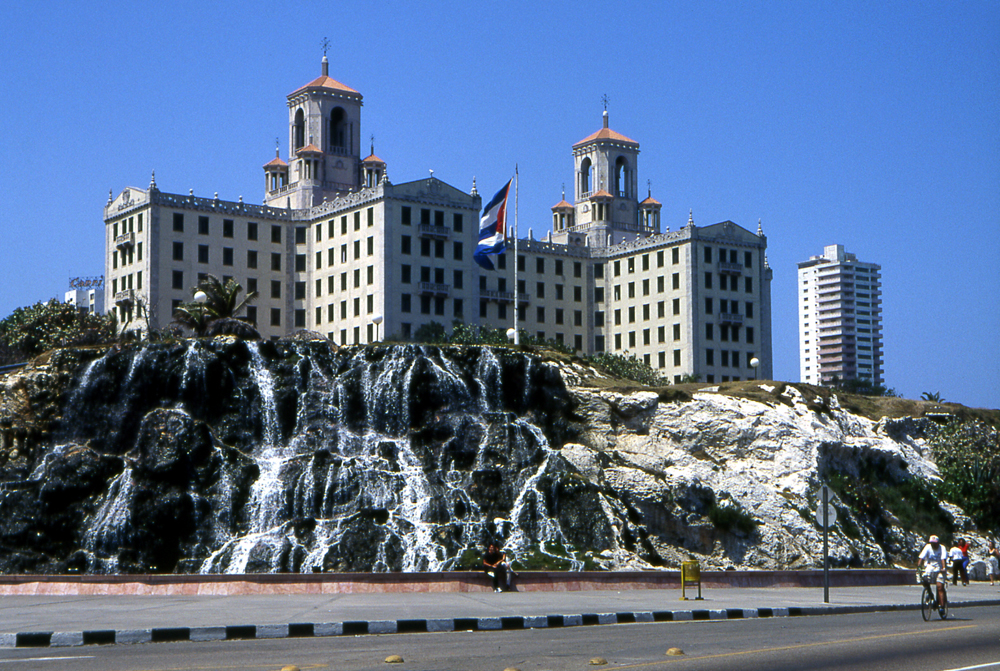
Hotel Nacional widziany z bulwaru Malecón
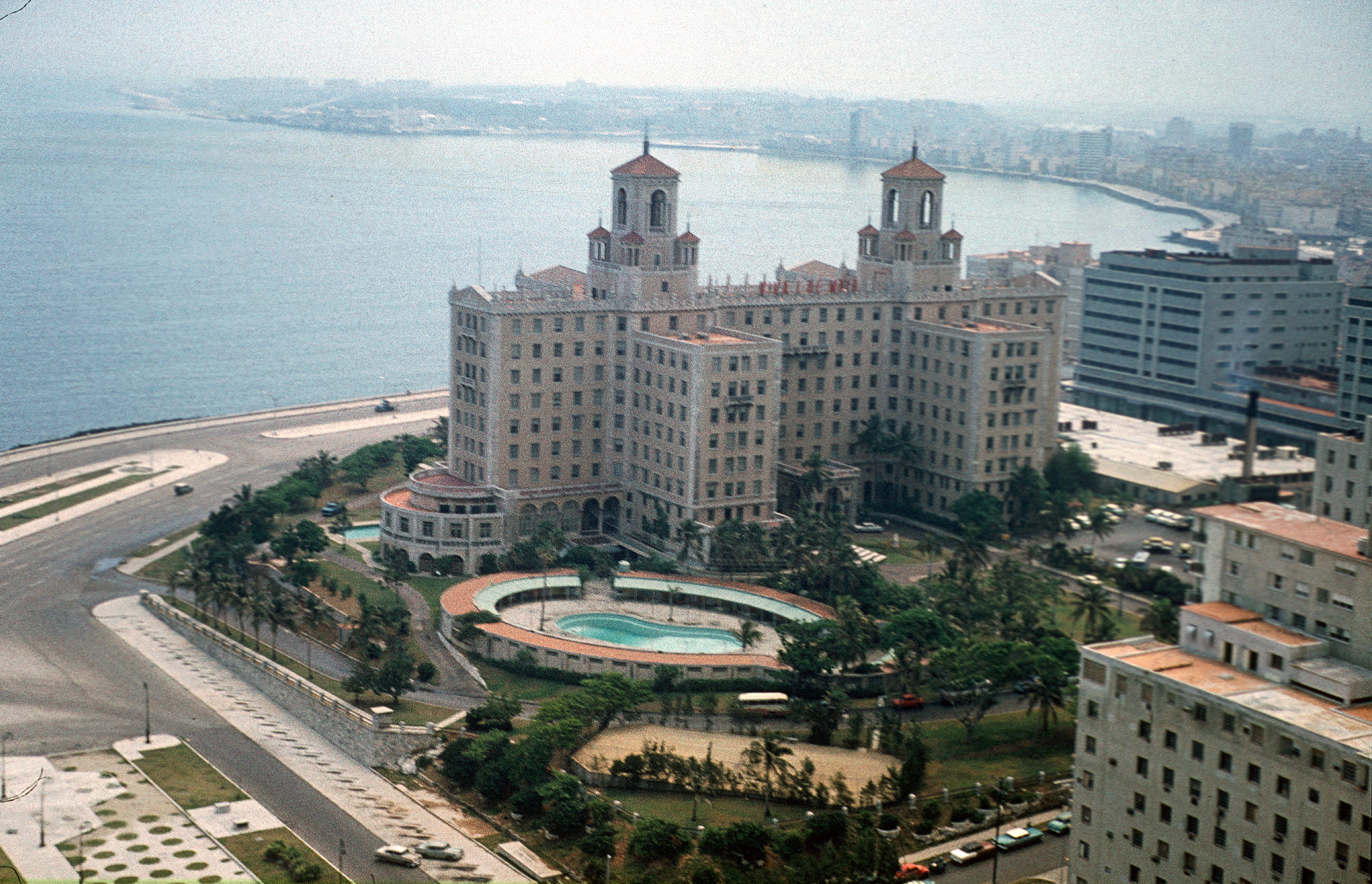
Widok na hotel wraz z ogrodami; w tle wody Zatoki Meksykańskiej; 1973 r.
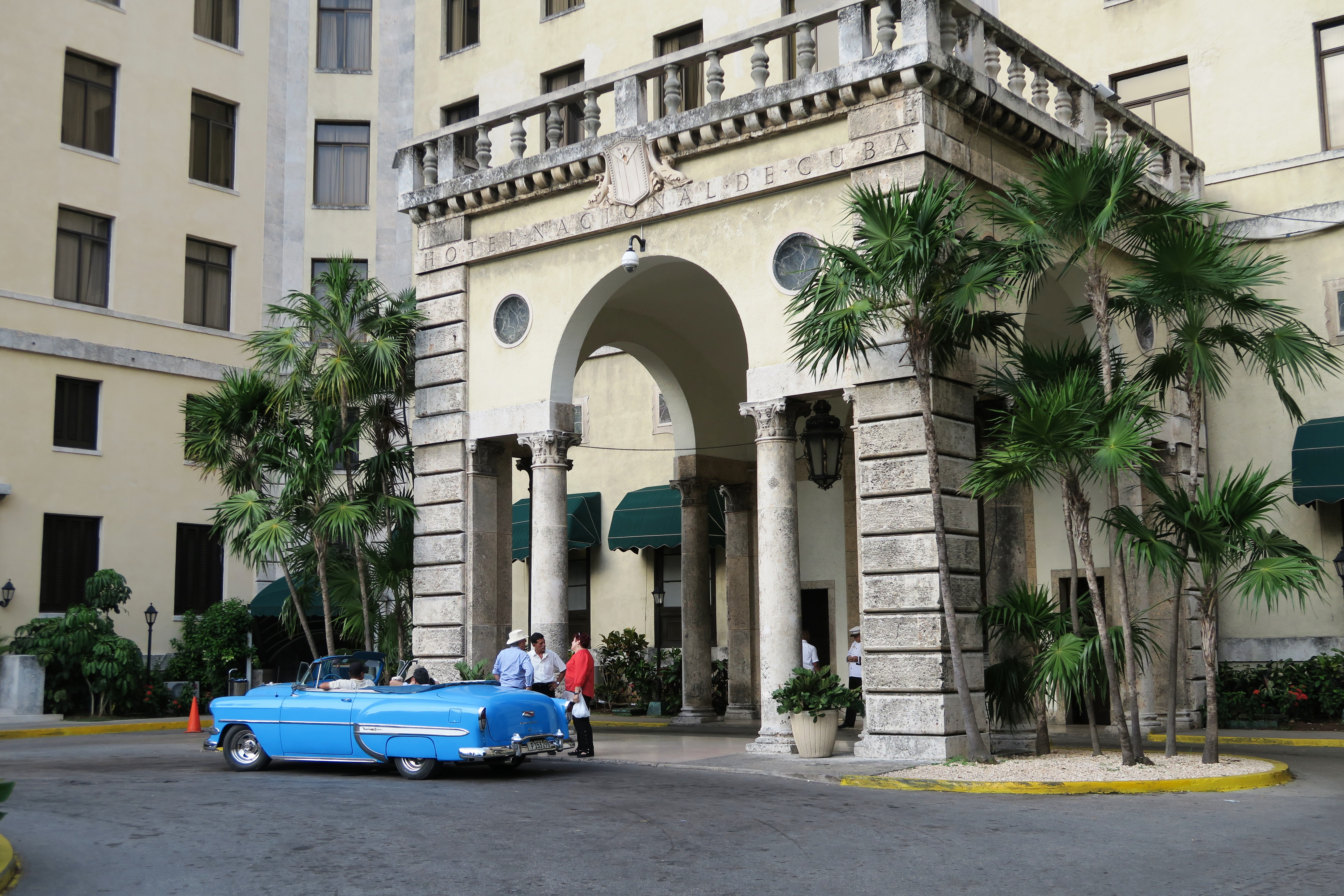
Wejście do hotelu
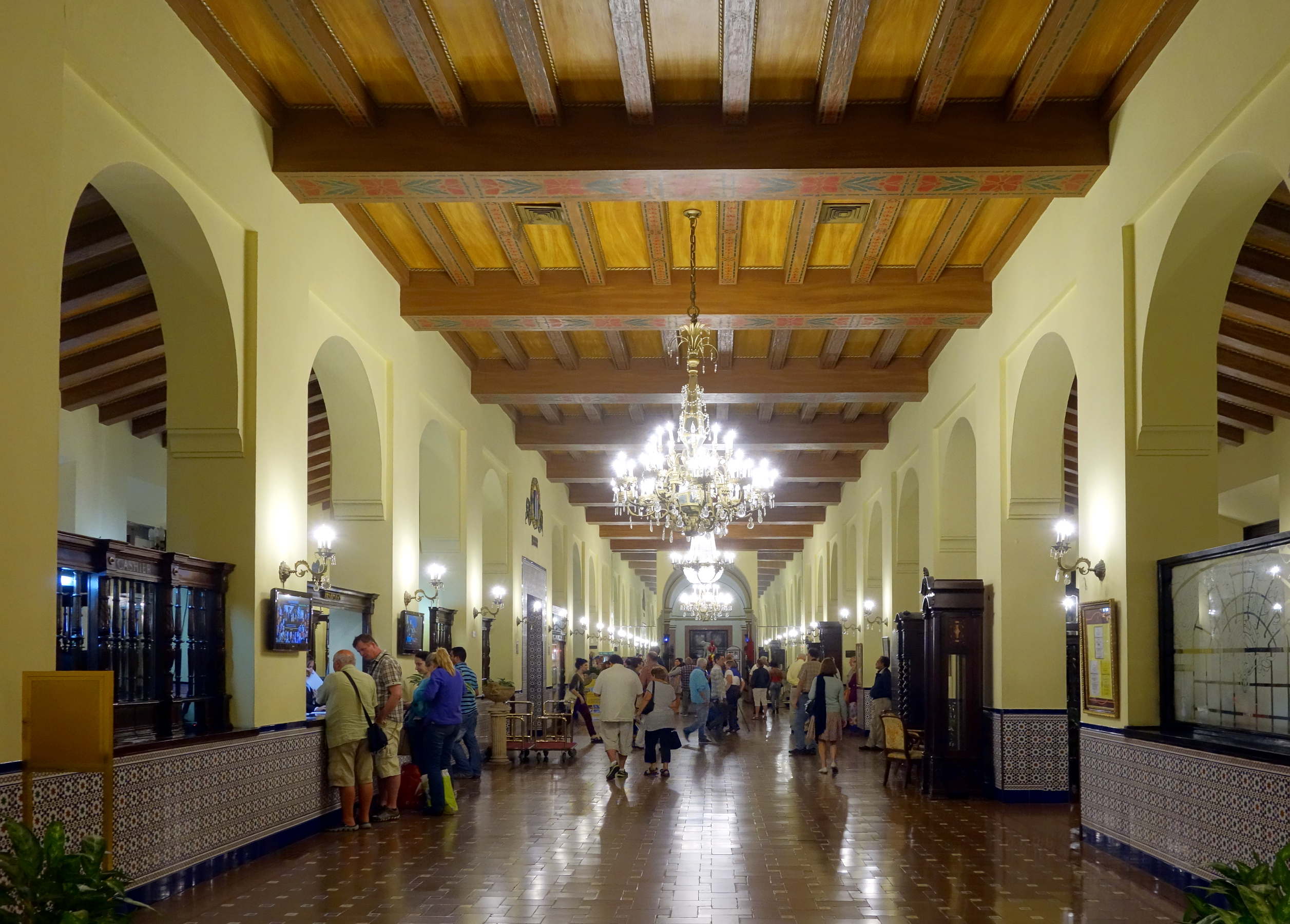
Hol hotelowy